# Verwaltungsgemeinschaft Giebelstadt
In der Verwaltungsgemeinschaft Giebelstadt im unterfränkischen Landkreis Würzburg haben sich folgende Gemeinden zur Erledigung ihrer Verwaltungsgeschäfte zusammengeschlossen:
1. Bütthard, Markt, 1279 Einwohner, 36,26 km²
2. Giebelstadt, Markt, 5743 Einwohner, 48,05 km²

Der Sitz der Verwaltungsgemeinschaft ist in Giebelstadt, Vorsitzender ist Helmut Krämer.
Der Verwaltungsgemeinschaft gehörte ursprünglich außerdem die Gemeinde Gaukönigshofen an, die mit Wirkung ab 1. Januar 1980 entlassen wurde und sich seither allein verwaltet.